# Магаянес
Депортес Магаянес, известен още и като Клуб Депортиво Магаянес (на испански: Deportes Magallanes, Club Deportivo Magallanes), е чилийски футболен отбор от Маупу, една от комуните в рамките на регион Сантяго. Основан е на 27 октомври 1897 г. под името Клуб Атлетико Ескуела Нормал. Играе в чилийската втора дивизия. Магаянес е първият шампион в историята на чилийския професионален футбол. С общо четири шампионски титли той е на седмо място по този показател в страната, но няма спечелен голям трофей от 1938 г. насам.

## История
Основаният през 1897 г. Магаянес е третият най-стар все още съществуващ отбор в Чили след Сантяго Уондърърс и Унион Еспаньола. Тимът е прекръстен през 1904 г. на Клуб Сосиал и Депортиво Магаянес, като се смята че това е заради признаването на по-голямата част от Магелановия проток за чилийска територия от страна на Аржентина. В първите три десетилетия на 20 век, когато отборите са все още аматьорски и няма национален шампионат, а множество регионални, Магаянес печели общо десет шампионски титли. През 1925 г. в отбора назрява скандал между по-младите играчи от една и ръководството и по-опитните играчи от друга страна. Първата група, оглавена от Давид Ареяно, настоява за промени като например превръщането на отбора в професионален, редовно изплащане на заплати и повече шансове за изява на някои футболисти за сметка на част от считаните за незаменими титуляри. Техните искания обаче са игнорирани от ръководството. Поддръжниците на Ареяно провеждат няколко срещи, на които взимат решение да напуснат Магаянес, за да основат нов отбор – Коло Коло, най-успешният отбор в историята на чилийския футбол.
Магаянес е сред основателите на професионалното първенство през 1933 г. и печели първата титла. Това е доминиращият отбор през 30-те години, печелейки общо четири шампионски титли и две втори места. С това обаче се изчерпват големите успехи на тима. Последните призови класирания за дълъг период от време са две втори места през 40-те години. През 60-те и 70-те години тимът прекарва известен период от време във втора дивизия, а през 1985 г. за първи и единствен път в историята си участва в турнира за Копа Либертадорес, където обаче отпада в първата групова фаза. Година по-късно изиграва последния си мач в Примера Дивисион, като оттогава играе предимно във втора дивизия, но има и шест сезона в трета. През 2011 г. като участик във втора дивизия изненадващо стига до финала за Купата на Чили, където губи от Универсидад Католика след разменени победи с по 1:0 и 4:2 след изпълнения на дузпи.

## Футболисти

### Известни бивши футболисти
- Адолфо Неф
- Алберто Кинтано
- Антонио Ариас
- Гийермо Явар
- Давид Ареяно
- Иво Басай
- Хосе Борейо

## Успехи
- Примера Дивисион:
  - Шампион (4): 1933, 1934, 1935, 1938
  - Вицешампион (4): 1936, 1937, 1942, 1946
- Примера Б:
  - Вицешампион (1): 1979
- Терсера Дивисион:
  - Шампион (2): 1995, 2010
- Копа Чиле:
  - Финалист (1): 2011
- Кампеонато де Апертура:
  - Носител (1): 1937
  - Финалист (1): 1941
- Примера Дивисион де ла Асосиасион де Футбол де Сантяго:
  - Шампион (5): 1908, 1913, 1916, 1920, 1921
  - Вицешампион (2): 1905, 1911
- Примера Дивисион де ла Лига Сентрал де Футбол де Сантяго (Серия Е):
  - Шампион (1): 1928
- Дивисион де Онор де ла Лига Метрополитана де Депортес:
  - Шампион (1): 1926
- Копа Чиле де ла Асосиасион Артуро Прат:
  - Носител (1): 1909

## Рекорди
- Най-голяма победа:
  - за първенство: 14:1 срещу Сантяго Насионал, 1934 г.
- Най-голяма загуба:
  - за първенство: 9:1 срещу Коло Коло, 1939 г. и Универсидад де Чиле, 1968 г.
- Най-много поредни победи: 11, 1934 – 1935 г.
- Най-много поредни мачове без загуба: 17, 1933 – 1935 г.